# Zand van Benzenrade
Het Zand van Benzenrade is een laag in de ondergrond van Nederlands Zuid-Limburg en het omringende gebied in Duitsland en België. Het Zand van Benzenrade is onderdeel van de Formatie van Vaals en stamt uit het Krijt (het Campanien).
Deze kalksteenlaag is vernoemd naar Benzenrade.

## Stratigrafie
Normaal gesproken ligt het Zand van Benzenrade boven op het oudere Zand van Terstraten (ook uit de Formatie van Vaals) en onder het jongere Kalksteen van Zeven Wegen (uit de Formatie van Gulpen). Tussen de lagen Zeven Wegen en Benzenrade bevindt zich de Horizont van Zeven Wegen. Tussen de zandlagen Benzenrade en Terstraten bevindt zich de Horizont van Benzenrade.

## Zand
De typelocatie van het Zand van Benzenrade is een ontsluiting in de Putberg bij de Hoeve de Daal bij Ubachsberg en Benzenrade.